# Península de Sredni
La península de Sredni (en ruso: полуостров Средний, poluóstrov Sredni) es una península al norte de la península de Kola, en la Rusia europea. Por ella se conecta por un istmo a la parte continental la península de Rybachi. Administrativamente, es parte del Raión de Péchenga, en el Óblast de Múrmansk y está a varias horas en coche de distancia de la ciudad de Múrmansk.

## Historia
Después de la Revolución Rusa, las partes occidentales de penínsulas Sredni y Rybachi son cedidas a Finlandia. Después de la Guerra de Invierno de 1939-1940, Finlandia las devuelve a la Unión Soviética por el Tratado de Moscú.